# Balans (weeginstrument)

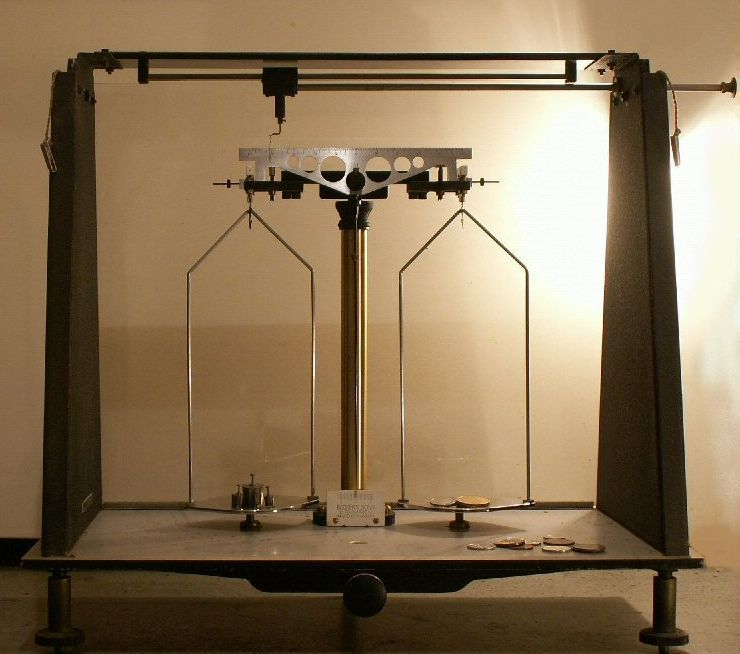
Balans

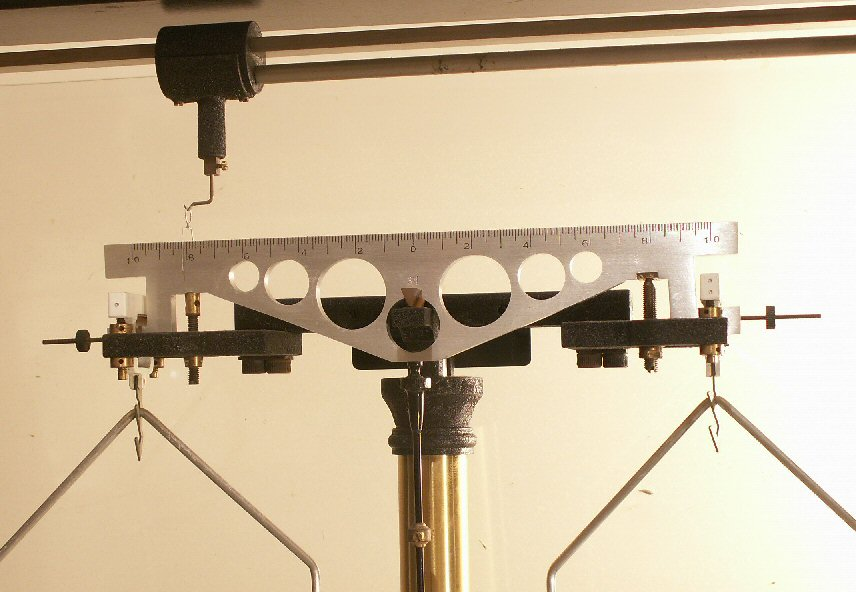
Balans (detail met o.a. ruitertje) Deze balans staat overigens in de ruststand, en kan dus niet vrij bewegen. In vrijstand zakt het donkere gedeelte, dat de zilverwitte arm nu nog ondersteunt, ca. ½ cm.

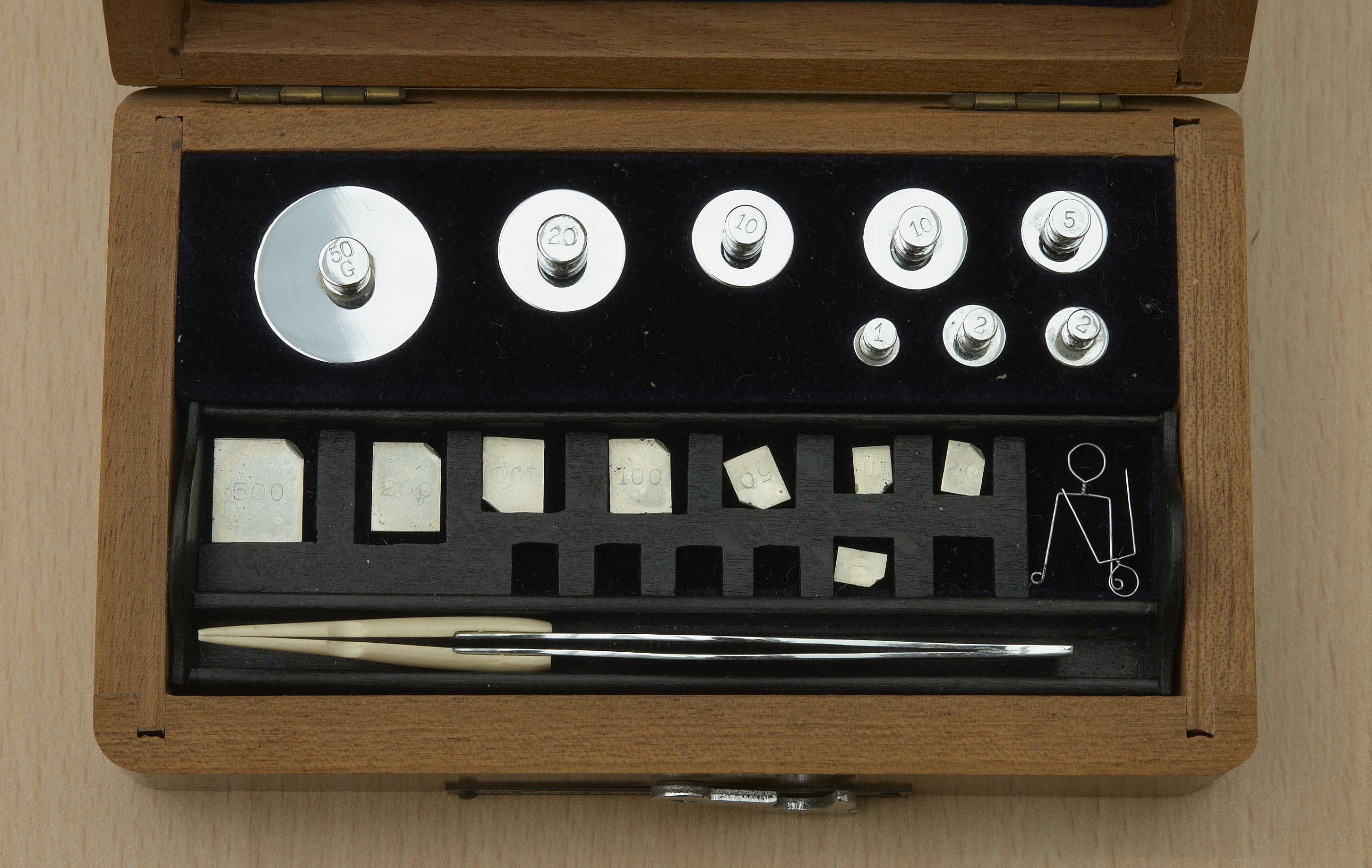
Gewichtendoos met gewichten van 50 tot 1 gram en milligramgewichten

Een balans (ook wel twee-armige balans) is een meetinstrument met twee schalen dat dient om de grootte van een onbekende massa op een van de twee schalen te bepalen door op de andere schaal bekende gewichten te plaatsen totdat dat de balans in evenwicht is. Om de allerkleinste verschillen weg te werken is het bij precisiebalansen mogelijk een "ruitertje" op een van de armen te plaatsen (de gewichtjes zouden anders te klein worden om zelfs met een pincet te kunnen manipuleren). Dat ruitertje is meestal een gewichtje van 10 mg maar door van de hefboomwerking gebruik te maken kan er veelal een nauwkeurigheid van 0,1 mg mee worden bereikt. Hiertoe is bovenaan de balansarm een schaalverdeling aangebracht.
Precisiebalansen van het in de afbeelding weergegeven type zijn bijzonder gevoelig voor onder andere luchtstromingen (de adem van de laborant). Daarom is hij aan de voor- en achterzijde voorzien van glazen platen. Het ruitertjesmechanisme moet via een draaibare spil dan ook vanaf de buitenzijde bediend kunnen worden. De grote knop midden beneden dient ervoor om de balans "op slot" te zetten, zodat hij in ruststand wat minder gevoelig wordt voor beschadigingen door schokken etc.
(Bij deze afbeeldingen is het glas aan de voorzijde en de afsluitende kap daarboven overigens verwijderd om het mechanisme beter te kunnen zien en om een helderder foto te kunnen maken. Links- en rechtsboven zijn nog de touwtjes te zien waaraan de contragewichten voor de glasplaat hangen.)
De armen van een balans hoeven niet even lang te zijn. Voor grote partijen wordt een balans met ongelijke armen gebruikt. Een artikel van 15 kg kan dan evenwicht maken met een gewichtje van 150 g.
In de dagelijkse praktijk in veel laboratoria en apotheken worden ook moderne elektrische weegschalen (met maar één schaal en zonder balanceer-mechanisme) balansen genoemd.